# Siniger-Nunatak
Der Siniger-Nunatak (bulgarisch нунатак Синигер nunatak Siniger) ist ein über 500 m hoher und felsiger Nunatak im Grahamland auf der Antarktischen Halbinsel. Auf der Trinity-Halbinsel ragt er 2,97 km nordöstlich des Morava Peak, 4,65 km östlich des Mount Canicula, 3,85 km südlich des Gigen Peak und 6,54 km westsüdwestlich des Panhard-Nunatak im oberen Abschnitt des Russell-East-Gletschers auf.
Deutsche und britische Wissenschaftler nahmen 1996 seine Kartierung vor. Die bulgarische Kommission für Antarktische Geographische Namen benannte ihn 2010 nach der Ortschaft Siniger im Süden Bulgariens.